# Noah Pallas
Noah Pallas, né le 9 février 2001 à Helsinki en Finlande, est un footballeur international finlandais. Il joue au poste d'arrière gauche au Vålerenga.

## Biographie

### En club
Né à Helsinki en Finlande, Noah Pallas commence le football avec le Käpylän Pallo (en). Il rejoint en janvier 2020 le FC Honka. Il ne joue toutefois qu'avec l'équipe réserve du club, le FC Honka II.
En janvier 2022, Noah Pallas s'engage en faveur de l'AC Oulu. Le transfert est annoncé dès le 2 décembre 2021 et il signe un contrat de deux saisons, soit jusqu'en décembre 2023.
Pallas joue son premier match pour l'AC Oulu le 29 janvier 2022, à l'occasion d'une rencontre de coupe de la Ligue finlandaise contre le SJK Seinäjoki. Titulaire, il se fait remarquer en inscrivant son premier but pour le club en ouvrant le score, mais les deux équipes se séparent finalement sur un score nul de deux partout. Avec ce club il découvre la Veikkausliiga, l'élite du football finlandais. Il joue son premier match dans cette compétition le 24 avril 2022 contre l'IFK Mariehamn. Il est titularisé lors de cette rencontre qui se solde par la défaite de son équipe (2-1 score final). Le 28 septembre 2022, Pallas se fait de nouveau remarquer lors d'une rencontre de championnat contre l'IFK Mariehamn en délivrant deux passes décisives. Il contribue ainsi à la victoire des siens par quatre buts à deux,.
En janvier 2024, Noah Pallas rejoint le HJK Helsinki, récent champion de Finlande. Le transfert est annoncé dès le 18 décembre 2023 et il signe un contrat de trois ans, soit jusqu'en décembre 2026.
Le 10 janvier 2025, Noah Pallas prend la direction de la Norvège afin de s'engager en faveur du Vålerenga Fotball pour un contrat courant jusqu'en décembre 2028.

### En sélection
Noah Pallas est convoqué pour la première fois avec l'équipe nationale de Finlande en janvier 2023, par le sélectionneur Markku Kanerva. Il remplace notamment Tuomas Ollila, initialement dans la liste mais finalement forfait. Pallas honore sa première sélection lors de ce rassemblement, le 12 janvier 2023, face à l'Estonie. Il est titularisé, et son équipe est battue par un but à zéro.